# Hungaria Skins

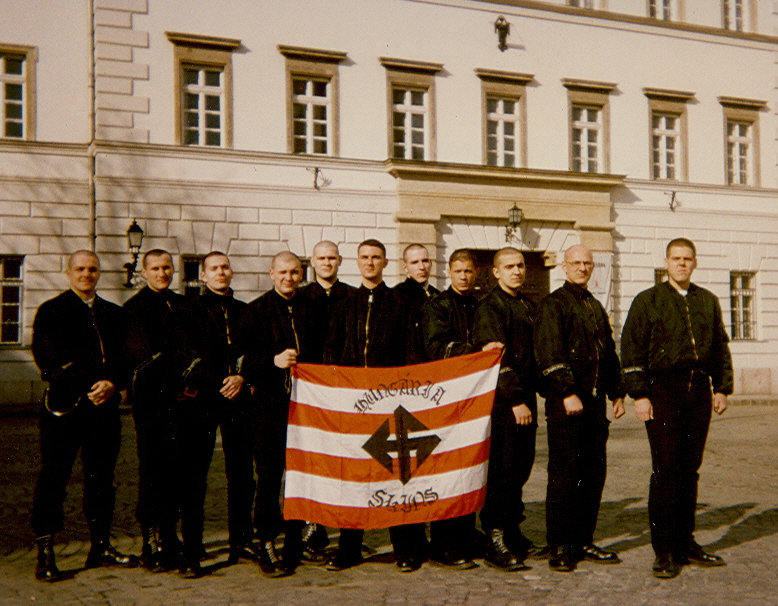
A csoport tagjai az 1997-es Becsület Napján

A Hungaria Skins magyar szélsőjobboldali csoport.
A hazai bőrfejű mozgalomban egy szervezete, szigorú feltételek mellett válogatja meg tagjait. Elvárás a minimum 180 cm-es testmagasság, az „A” kategóriás sorkatonai szolgálat (ameddig nem törölték el a sorkötelességet), a minimum középiskolai végzettség, a 2 cm-nél rövidebb haj, a legjobb minőségű fekete skinhead felszerelések (Dr. Martens vagy Getta Grip bakancs, bomber dzseki, BW gyakorló) és a minimum 50%-os magyar származás (a másik 50% csakis európai lehet, ez alól kivétel a roma és zsidó vérvonal).
Megkülönböztetésül jobb karjukon ezüstcsíkon hímzett karszalagot viselnek gót betűs és rovásírásos „Hungaria Skins” felirattal, amely az egykori „Hungaria” waffen-SS hadosztályra emlékeztet.
Radikális nemzeti rendezvényeken rendszeresen megjelennek, koszorúznak. 1995–1999 között több koncertet is szerveztek, amelyeken nemzetközileg ismert skinhead zenekarok léptek fel. 1997-ben a Győrkös István vezette Magyar Nemzeti Arcvonal (MNA) szervezet elkötelezett hívei lettek. 2000 nyarán elhagyták az MNA-t, mert Győrkös szakított a skinhead közösségekkel.
2009-ben az NS Front nevű szélsőjobboldali tömörülés tagjai közé sorolta őket.